# Monteciccardo
Monteciccardo é uma comuna italiana da região das Marcas, província de Pésaro e Urbino, com cerca de 1.296 habitantes. Estende-se por uma área de 25 km², tendo uma densidade populacional de 52 hab/km². Faz divisa com Mombaroccio, Montefelcino, Montelabbate, Pesaro, Sant'Angelo in Lizzola, Serrungarina, Urbino.